# Ceahlău (gmina)
Ceahlău – gmina w Rumunii, w okręgu Neamț. Obejmuje miejscowości Bistricioara, Ceahlău i Pârâul Mare. W 2011 roku liczyła 2180 mieszkańców.